# Mellofon

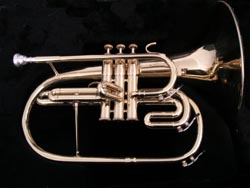
Mellofon

Mellofon (engelska: mellophone) är ett blåsinstrument med djup, fyllig och dämpad ton, därav namnet, som hämtats från engelskans mellow. Mellofonen är ett althorn utformat som valthorn och stämt i F eller Ess. De tre pumpventilerna är avsedda för höger hand. Instrumentet har använts i blås- och jazzorkestrar, i det senare fallet av bland andra Stan Kenton.